# Ambasciatori bavaresi in Italia
L'ambasciatore bavarese in Italia era il primo rappresentante diplomatico della Baviera nel regno d'Italia.
Le relazioni diplomatiche iniziarono ufficialmente nel 1865 dopo l'unificazione nazionale del 1861. L'ambasciata ebbe sede a Firenze sino al 1871 e successivamente venne trasferita a Roma con lo spostamento della capitale.

## Regno di Baviera
- 1865–1868: Ferdinand von Hompesch-Bollheim (1824–1913)
- 1868–1870: Ludwig von Paumgarten-Frauenstein (1821–1883)
- 1870–1872: Wilhelm von Dönniges (1814–1872)
- 1872–1880: Alfred Ludwig von Bibra (1827–1880)
- 1880–1885: Rudolf von Tautphoeus (1838–1885)
- 1886–1887: Karl Moy de Sons (1827–1894)
- 1887–1896: Clemens von Podewils-Dürniz (1850–1922)
- 1896–1903: Heinrich Tucher von Simmelsdorf (1853–1925)
- 1903–1915: Rudolf von und zu Tann-Rathsamhausen (1855–1942)

1915: Interruzione delle relazioni diplomatiche
1919: Chiusura dell'ambasciata